# Betriebsänderung
Eine Betriebsänderung liegt vor, wenn ein Betrieb oder Betriebsteil stillgelegt, eingeschränkt oder mit einem anderen Betrieb zusammengeschlossen wird, wenn ein Betrieb aufgespalten wird oder der Betriebszweck oder die Betriebsorganisation geändert oder grundlegend neue Arbeitsmethoden eingeführt werden. Eine Betriebsänderung löst in Betrieben, in denen ein Betriebsrat existiert, unterschiedliche und unterschiedlich weitreichende Mitbestimmungsrechte aus, die den Kernbereich der wirtschaftlichen Mitbestimmung des Betriebsrats nach dem Betriebsverfassungsgesetz ausmachen. Dazu gehören Informationspflichten gegenüber dem Betriebsrat und unter gewissen Voraussetzungen auch Beratungspflichten sowie der Zwang, mit dem Betriebsrat über einen Interessenausgleich zu verhandeln und einen Sozialplan zu vereinbaren.

## Gesetzlicher Katalog der Betriebsänderungen
Der Begriff der Betriebsänderung wird im Gesetz nicht definiert. Das Betriebsverfassungsgesetz formuliert aber in § 111 BetrVG einen Katalog verschiedener Maßnahmen, die jeweils für sich genommen bereits als Betriebsänderung gelten, oft aber als Kombination oder Mischform dieser Katalogtatbestände vorkommen:
1. Einschränkung und Stilllegung des ganzen Betriebs oder von wesentlichen Betriebsteilen,
2. Verlegung des ganzen Betriebs oder von wesentlichen Betriebsteilen,
3. Zusammenschluss mit anderen Betrieben oder die Spaltung von Betrieben,
4. grundlegende Änderungen der Betriebsorganisation, des Betriebszwecks oder der Betriebsanlagen,
5. Einführung grundlegend neuer Arbeitsmethoden und Fertigungsverfahren.

Für alle Betriebsänderungen, wie sie in § 111 BetrVG genannt werden, ist der Begriff des Betriebs, wie er dem Betriebsverfassungsgesetz zugrunde liegt, von entscheidender Bedeutung.

## Mitbestimmung des Betriebsrats
Wurde mit der Durchführung der Betriebsänderung bereits begonnen und erst danach ein Betriebsrat gewählt, stehen diesem keine Mitbestimmungsrechte zu. Wurden also etwa auf Grund einer Stilllegungsentscheidung bestehende Pacht- und Lieferverträge zum geplanten Stilllegungszeitpunkt gekündigt und dann ein Betriebsrat gewählt, muss dieser zwar gemäß § 102 BetrVG zu den noch auszusprechenden Kündigungen der Arbeitsverhältnisse angehört werden. Mitbestimmungsrechte gemäß §§ 111 ff. BetrVG und damit auch Sozialplanansprüche oder andere Abfindungsansprüche der Arbeitnehmer scheiden aus.

### Betriebsgröße
Kleinbetriebe bis zu 20 Beschäftigten sind von vornherein von der wirtschaftlichen Mitbestimmung ausgenommen. Hier können also auch Betriebsänderungen ohne Beteiligung des Betriebsrats vom Arbeitgeber durchgeführt werden. Die Mitbestimmungsrechte des Betriebsrats in personellen Angelegenheiten (also etwa bei Versetzungen oder Abgruppierungen als Folge der Betriebsänderung, § 99 BetrVG) und das Anhörungsrecht des Betriebsrats bei Kündigungen (§ 102 BetrVG) bleibt davon allerdings unberührt. Mitbestimmungspflichtig ist aber eine Betriebsänderung, wenn ein Unternehmen mehrere Betriebe unterhält, die zwar alle jeweils nicht mehr als 20 Arbeitnehmer zählen, im Rahmen einer Maßnahme aber eine Betriebsänderung beabsichtigt ist, die alle (oder mehrere) Einzelbetriebe betrifft, wenn von dieser Maßnahme jedenfalls mehr als 20 Arbeitnehmer betroffen sind.

### Wesentlicher Nachteil
Das Gesetz verlangt zwar, dass die Betriebsänderung zu „wesentlichen Nachteilen“ für die Belegschaft oder erhebliche Teile der Belegschaft führen müsse. Weil aber nach der Rechtsprechung bereits genügt, dass solche Nachteile möglicherweise eintreten und in den gesetzlich genannten Fällen nach ein „wesentlicher Nachteil“ stets fingiert werde, ist dieses Kriterium praktisch kaum von Bedeutung.

### Erhebliche Teile der Belegschaft
Häufig ist strittig, ob die Voraussetzung erfüllt ist, dass „erhebliche Teile der Belegschaft“ von der Betriebsänderung betroffen sind. Das Bundesarbeitsgericht greift bei der Bestimmung der Schwellenzahl der von der Maßnahme betroffenen Arbeitnehmer auf die für Massenentlassungen in § 17 KSchG genannten Werte zurück. Im Unterschied zur Massenentlassungsanzeige kommt es weder darauf an, dass die betroffenen Arbeitnehmer alle entlassen werden, noch darauf, dass sie von der Betriebsänderung innerhalb des in § 17 KSchG genannten Monatszeitraums von der Betriebsänderung betroffen werden. Es genügt, dass sie infolge einer einheitlichen unternehmerischen Entscheidung, die zur Betriebsänderung führt, Nachteile erleiden könnten. Deshalb werden auch so genannte Wellenkündigungen, bei denen Arbeitnehmer über einen längeren Zeitraum in mehreren Schüben entlassen werden, von der Vorschrift erfasst und müssen zur Berechnung, ob die Schwellenwerte des § 17 KSchG erreicht sind, zusammengezählt werden.

### Abgrenzung Betriebsübergang
Findet allerdings ein Betriebsübergang gemäß § 613a BGB statt, ohne dass es zu weitergehenden betriebsändernden Maßnahmen kommt, bestehen insoweit keine Mitbestimmungsrechte des Betriebsrats. Nach der Rechtsprechung sind in diesem Fall die Rechte der Arbeitnehmer umfassend durch § 613a BGB geschützt, so dass eine Betriebsänderung nicht vorliege. Nur wenn sich die Maßnahme nicht nur im Wechsel des Betriebsinhabers erschöpft, sondern sie mit anderen Maßnahmen des Katalogs des § 111 BetrVG verknüpft ist, liegt eine Betriebsänderung vor.

## Rechtsfolgen
Liegt eine geplante Betriebsänderung vor, knüpft das Gesetz an diesen Tatbestand unterschiedliche Rechtsfolgen, wobei in Tendenzbetrieben die Rechte des Betriebsrats erheblich eingeschränkt sind.

### Unterrichtungs- und Beratungspflicht
Zunächst muss der Arbeitgeber den Betriebsrat (unter Vorlage vorhandener Unterlagen, Gutachten, Berechnungen, Planungen) rechtzeitig und umfassend unterrichten. Diese Unterrichtungspflicht besteht bereits, wenn erste Überlegungen zu einer Betriebsänderung angestellt werden. Wird der Betriebsrat erst unterrichtet, wenn „alles entschieden“ ist, verletzt der Arbeitgeber seine Unterrichtungspflichten, weil diese Pflicht sicherstellen soll, dass der Betriebsrat noch zu einem frühen Stadium der Planungen Einfluss nehmen kann. In Unternehmen mit über 100 Arbeitnehmern (Ausnahme Tendenzbetriebe gemäß § 118 BetrVG) ist nach § 106 BetrVG der Wirtschaftsausschuss zu unterrichten bzw. mit diesem zu beraten.

### Interessenausgleich
Sodann muss der Arbeitgeber versuchen, mit dem Betriebsrat zu einer Einigung über einen Interessenausgleich zu kommen. In diesem Interessenausgleich wird eine Einigung über das Ob und das Wie (also etwa auch den Zeitpunkt) der geplanten Betriebsänderung niedergelegt. Diesen Versuch muss der Arbeitgeber, wenn eine betriebliche Einigung nicht gelingt, zumindest solange fortsetzen, bis der Versuch letztlich auch in der von ihm anzurufenden Einigungsstelle gescheitert ist. Gelingt auch dort eine Einigung nicht, scheitern die Verhandlungen über den Interessenausgleich also auch in der Einigungsstelle endgültig, ist der Arbeitgeber frei, die Betriebsänderung, so wie er sie dem Betriebsrat mitgeteilt hatte, auch durchzuführen. Der Interessenausgleich ist also nicht erzwingbar. Die Einigungsstelle ist nicht befugt, die ausschließliche Entscheidungskompetenz des Arbeitgebers hinsichtlich des Ob und des Wie der Betriebsänderung durch einen Spruch zu beschneiden. Versucht aber der Arbeitgeber die Einigung mit dem Betriebsrat nicht bis hinein in die Einigungsstelle, haben die von der Betriebsänderung betroffenen Arbeitnehmer Anspruch auf Zahlung von Abfindungen durch den Arbeitgeber (siehe: Nachteilsausgleich). Nachdem aber der Europäische Gerichtshof (EuGH) in einer Entscheidung vom 27. Januar 2005 entschieden hat, dass die Massentlassungsrichtlinie der EG so auszulegen ist, dass der Ausspruch von Kündigungen vor Abschluss der Konsultationen mit dem Betriebsrat zur Unwirksamkeit der Kündigung führt, dürfte die bisherige Rechtsprechung der deutschen Arbeitsgerichte überholt sein, die in diesen Fällen die Kündigungen bislang für wirksam erachtet hat und die betroffenen Arbeitnehmer nur auf die gerichtliche Geltendmachung von Nachteilsausgleichsansprüchen (Abfindungen) verwiesen hatte.

### Erzwingbarer Sozialplan
Der Sozialplan, der zwischen Arbeitgeber und Betriebsrat zu vereinbaren ist, regelt nicht Ob und Wie der Betriebsänderung, sondern den Ausgleich der wirtschaftlichen Nachteile, welche die Arbeitnehmer voraussichtlich erleiden werden, die von der Betriebsänderung betroffen sind (zu den näheren Einzelheiten siehe: Sozialplan). Da im Unterschied zum Interessenausgleich hinsichtlich eines zu vereinbarenden Sozialplans der Spruch der Einigungsstelle die Einigung von Arbeitgeber und Betriebsrat über die Aufstellung eines Sozialplans ersetzt (§ 112 Abs. 4 BetrVG), ist der Sozialplan durch den Betriebsrat (wenn die Voraussetzungen einer Betriebsänderung vorliegen, wie oben umschrieben) erzwingbar. In der Regel besteht also ein erzwingbarer Sozialplananspruch, wenn durch die Betriebsänderung die Schwellenwerte des § 17 KSchG erreicht werden. Nur in dem (Ausnahme-)Fall, dass eine Betriebsänderung ausschließlich im Abbau von Personal besteht, kommt es auf die erheblich höheren Schwellenwerte des (§ 112a BetrVG) an.